# SRRD
SRRD (англ. SRR1 domain containing) – білок, який кодується однойменним геном, розташованим у людей на довгому плечі 22-ї хромосоми. Довжина поліпептидного ланцюга білка становить 339 амінокислот, а молекулярна маса — 38 573.
| 10         |  | 20         |  | 30         |  | 40         |  | 50         |
| ---------- |  | ---------- |  | ---------- |  | ---------- |  | ---------- |
| MAAAAAAALE |  | SWQAAAPRKR |  | RSAARRPRRR |  | EAAPRGREAA |  | PRGREAAPRG |
| PEAEFESDSG |  | VVLRRIWEAE |  | KDLFISDFWS |  | SALETINRCL |  | TKHLEQLKAP |
| VGTLSDIFGN |  | LHLDSLPEES |  | DVATDSIPRE |  | ILVTGTCHLK |  | CVCYGIGNFA |
| TCIVARNQLT |  | FLLLLLEKCQ |  | IPRSHCWVYD |  | PLFSQLEIEV |  | LNTLGVTVLS |
| ENEEGKRSIR |  | GEPTIFYMLH |  | CGTALYNNLL |  | WSNWSVDALS |  | KMVIIGNSFK |
| GLEERLLARI |  | LQKNYPYIAK |  | ILKGLEELEF |  | PQTSQYMDIF |  | NDTSVHWFPV |
| QKLEQLSIDI |  | WEFREEPDYQ |  | DCEDLEIIRN |  | KREDPSATD  |  |            |

A: Аланін

C: Цистеїн

D: Аспарагінова кислота

E: Глутамінова кислота

F: Фенілаланін

G: Гліцин

H: Гістидин

I: Ізолейцин

K: Лізин

L: Лейцин

M: Метіонін

N: Аспарагін

P: Пролін

Q: Глутамін

R: Аргінін

S: Серин

T: Треонін

V: Валін

W: Триптофан

Задіяний у такому біологічному процесі, як біологічні ритми. 